# 방태훈
방태훈(方太勳, 2002년 11월11일 ~ )은 대한민국의 가수이자 대한민국의 7인조 보이 그룹 티에이엔에 센터를 맡고 있다.